# Rejtett sáv
A rejtett sáv (az angol hidden track fordítása) vagy rejtett track valamely hang- vagy multimédiás hordozón (hanglemez, magnókazetta, CD, DVD stb.) olyan tartalmat – zeneszámot, videóklipet, adatsávot – jelöl, amely hivatalosan és nyilvánosan nem szerepel az adott kiadványon. Sokszor az utolsó szám tartalmazza a rejtett tracket, egy hosszú szünet után, de az is előfordulhat, hogy az utolsó nyilvánosan közzétett szám+1-ként jelenik meg a rejtett track az album végén (például 13 zeneszám esetén 14.-ként). A rejtett track legfőbb jellemzője, hogy egyszerűen nincs feltüntetve a kiadványon (tracklistán). Ritkábban egyéb módszereket is alkalmazhatnak, például elektronikus védelem.
A rejtett trackek többféle céllal készülhetnek. A legtöbbször olyan bonus trackről van szó, amellyel az alkotó/előadó meglepetést kíván szerezni a rajongóinak. Ritkábban csupán gyártási hiba eredménye, vagyis az adott tartalom véletlenül került fel vagy maradt rajta a masterlemezen (lásd: maszterelés). Arra is volt már példa, hogy szerzői jogok megkerülése miatt kerültek fel rejtett trackek a hordozóra, ugyanis nyilvános megjelenésük szerzői jogokat sértett volna.